# Mary Kokxhoorn-Papenhove
Maria Magdalena (Mary) Kokxhoorn-Papenhove (Den Haag, 8 oktober 1944) is een Nederlands politicus van het CDA.
Kokxhoorn-Papenhove studeerde aan de middelbare handelsavondschool, werkte als loonadministrateur en was cheffin van een typekamer. Van 1973 tot 1978 was ze fractieassistent van het CDA Leiden en aansluitend was ze daar tot 1982 gemeenteraadslid. In 1982 werd ze gekozen tot lid van de Provinciale Staten van Zuid-Holland. Rond 1987 werd ze daar CDA-fractievoorzitter en begin 1991 volgde haar benoeming tot burgemeester van Maasland. In oktober 2000 kwam na bijna 10 jaar een einde aan haar burgemeesterschap, toen ze in Naaldwijk vestigingsmanager werd bij de Kamer van Koophandel Haaglanden.